# Polystichum fominii
Polystichum fominii är en träjonväxtart som beskrevs av A. Askerov och A. Bobrov. Polystichum fominii ingår i släktet Polystichum och familjen Dryopteridaceae. Inga underarter finns listade.